# Shupe Peak
Der Shupe Peak ist ein markanter und 2910 m hoher Berg im ostantarktischen Viktorialand. Er ragt 6 km ostsüdöstlich der Felsnadel The Spire im Rampart Ridge der Royal Society Range auf. 
Das Advisory Committee on Antarctic Names benannte ihn 1994 nach Gordon H. Shupe, Vermessungstechniker beim United States Geological Survey, der zwischen 1990 und 1994 in drei antarktischen Sommerkampagnen für geodätische Vermessungen auf der McMurdo-Station, der Byrd-Station und der Amundsen-Scott-Südpolstation sowie im Gebiet der Pine Island Bay tätig war.